# Uitwateringskanaal naar de Wielingen

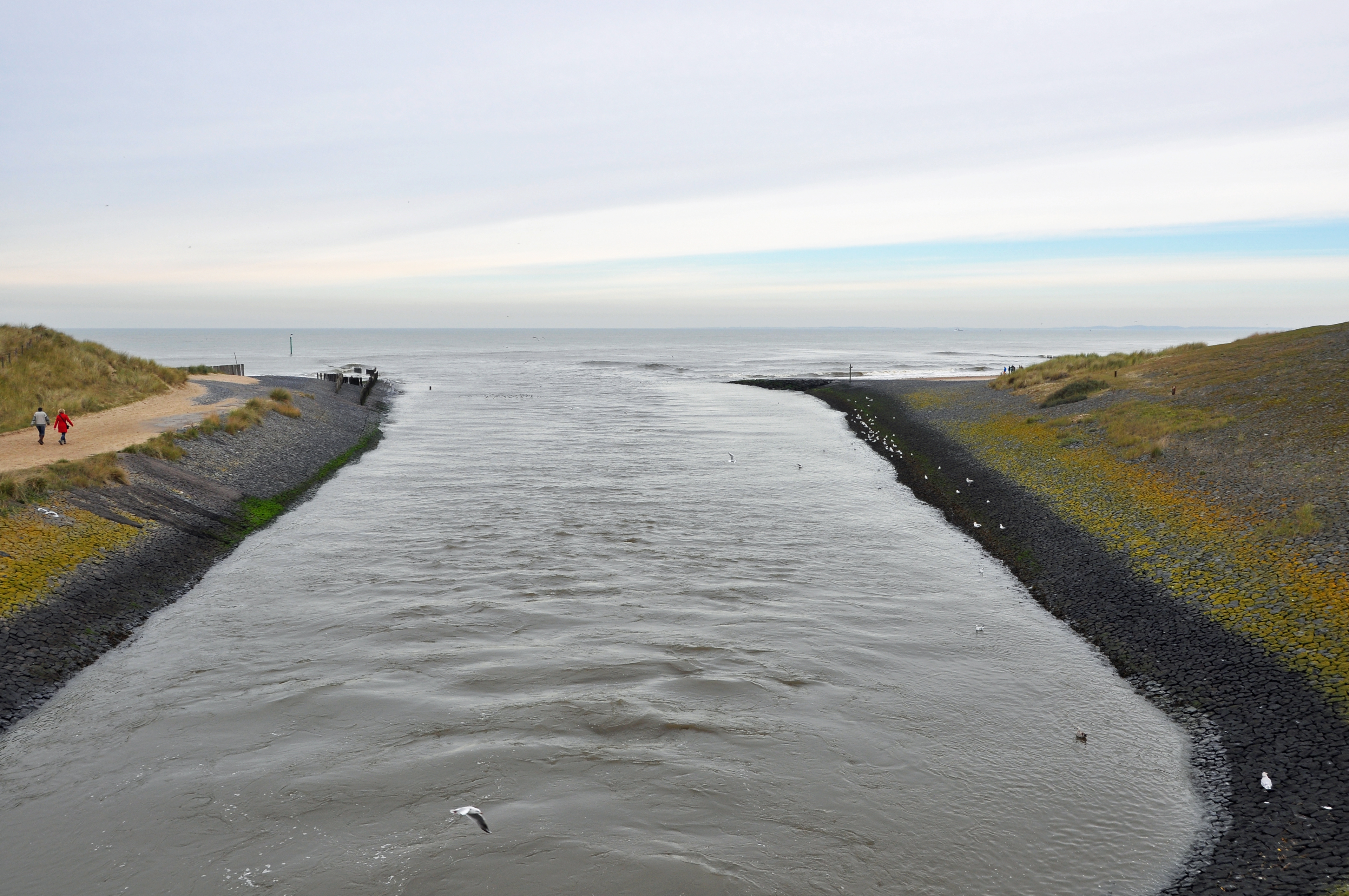
Cadzand-Bad: de monding van het Uitwateringskanaal in 2013, enkele jaren vóór de aanleg van de jachthaven op die plaats (2016-2017)

Het Uitwateringskanaal naar de Wielingen, of kortweg: Uitwateringskanaal, is een gegraven waterloop die vanaf de Passageule bij Bakkersdam, daarna ten westen van Retranchement en dan noordwaarts naar het huidige Cadzand-Haven loopt, waar het kanaal in de Wielingen uitmondt. Het meest oostelijke deel ervan valt samen met de loop van de Passageule. In de volksmond wordt dit deel nog steeds Passageule genoemd.

## Geschiedenis
Teneinde het kanaal te verwezenlijken moesten de betrokken polders tot één waterschap worden verenigd. In 1870 werd daartoe het Uitwateringswaterschap der Sluis aan de Wielingen opgericht. In 1872 werd de spuisluis aan de zeezijde voltooid alsmede een wachtsluis die meer landinwaarts was gelegen. Het overige deel kwam gereed in 1874. De werken, die door het Rijk uitgevoerd zijn, werden in 1876 overgedragen aan het Uitwateringswaterschap. Het betreffende uitwateringswaterschap ging in 1942 op in het veel grotere waterschap: Het Vrije van Sluis.
In 1902 werd aan de monding van dit kanaal een haventje ingericht, waaruit de buurtschap Cadzand-Haven ontstond.
In 1954 kwam er een nieuwe spuisluis. Er was reeds voorzien in de onderbouw van een gemaal. Dit gemaal kwam gereed in 1964.
In 1928 was reeds een gemaal gebouwd bij de Zwarte Polder. Dit gemaal voldeed niet geheel aan de verwachtingen. Toen de dijken op deltahoogte moesten worden gebracht betekende dit het einde van het gemaal. Via een omleidingskanaal werd het overtollige water sindsdien naar het Cadzandse gemaal gebracht zodat in 1971 het Zwarte-Poldergemaal buiten bedrijf kon worden gesteld.